# Villa Ekarne

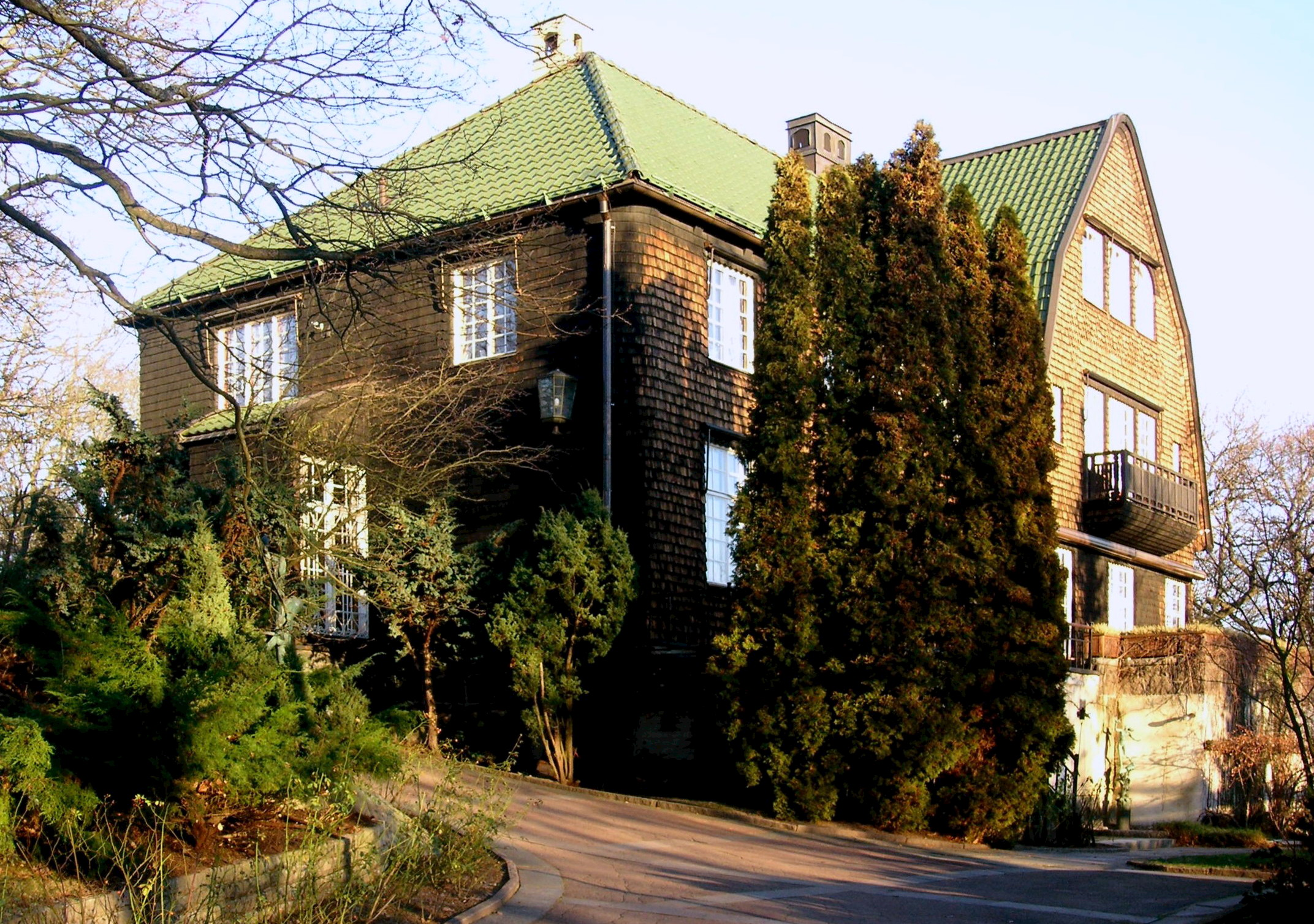
Villa Ekarne i december 2007.

Villa Ekarne eller Laurinska villan är belägen på Singelbacken 21 på Djurgården i Stockholm, ritad av arkitekt Ragnar Östberg 1905 och uppförd 1907. Uppdragsgivare var bokförläggaren och konstsamlaren Torsten Laurin, varför villan även kallades den Laurinska villan. I villan inrymdes Laurins konstsamling, som då var en av Sveriges största.

## Beskrivning

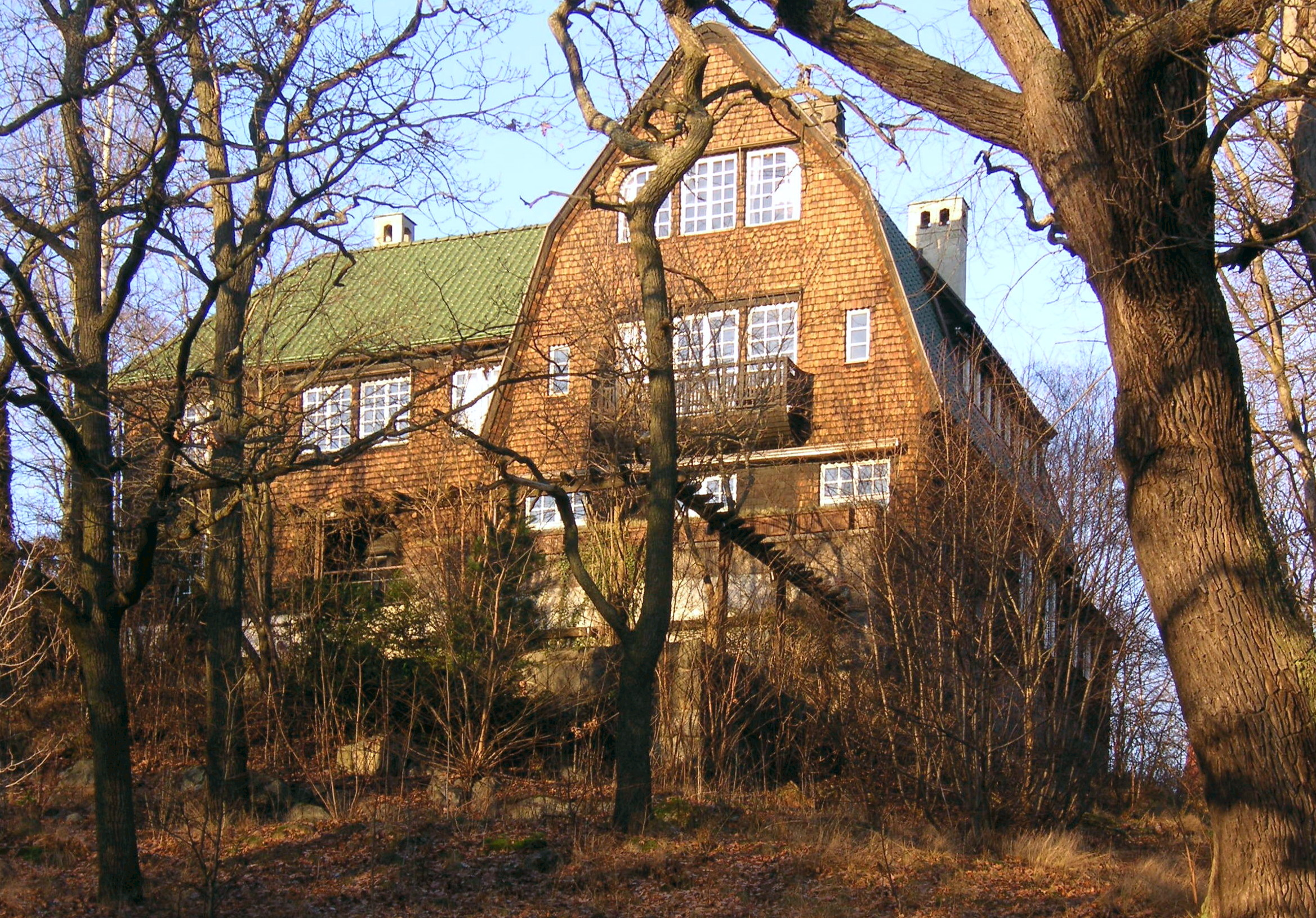
Villa Ekarne i december 2007.

Husets stil är präglad av nationalromantiken och har även tydliga anglosaxiska drag hämtade från Arts and Crafts-rörelsen. Huset är utformat så att det oskönjbart skall smälta samman med naturen på den högt belägna och bergiga tomten. Villan är liksom Östbergs senare Villa Mullberget klädd i mörkbrunt träspån och var ursprungligen laserad med färgad vitriol för att få en gråaktig ton. Sockeln och terrassen är av granit. Taket är täckt med glaserat grönt tegel.
Entrén leder in i hallen och rakt emot en monumental trappa, som öppnar rummet via det övre planet upp under det yttre taket.
Laurin var särskilt intresserad av grafik, målning och skulptur och som ett minne från den Laurinska tiden hänger i fonden, på ett vilplan några steg upp i trappan, Carl Larssons berömda och till formatet stora målning De mina. De små kvadratiska utskärningarna i hallens räcken och balustrader bär påtagliga wienska drag. Hallen med sin målning är husets markerade kärna.
Efter Torsten Laurin har villan ägts av grosshandlaren Wilhelm Josephson av släkten Josephson. På senare tid har villans innehavare varit direktören och VD för Scania Vabis Carl-Bertel Nathorst, Polar Musics skapare och Abbas manager Stikkan Anderson samt Salvatore Grimaldi. 2007-2019 var villan uthyrd som Tyska ambassadörens residens.

## Historiska bilder

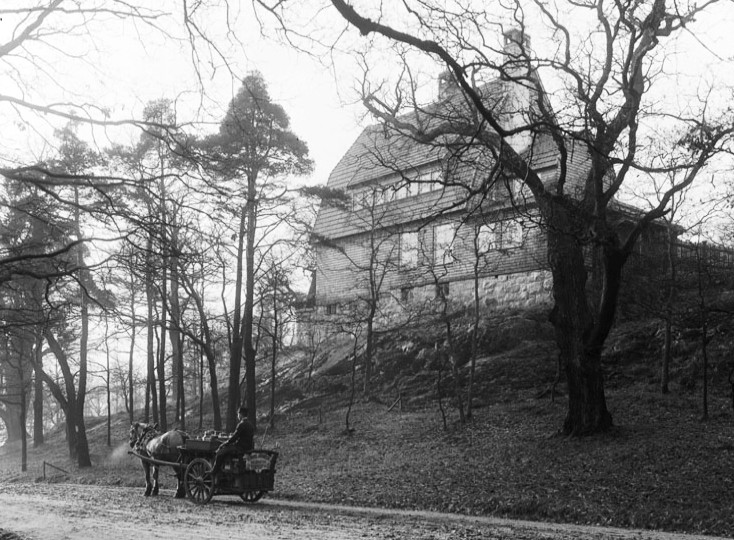
Villan omkring 1907.
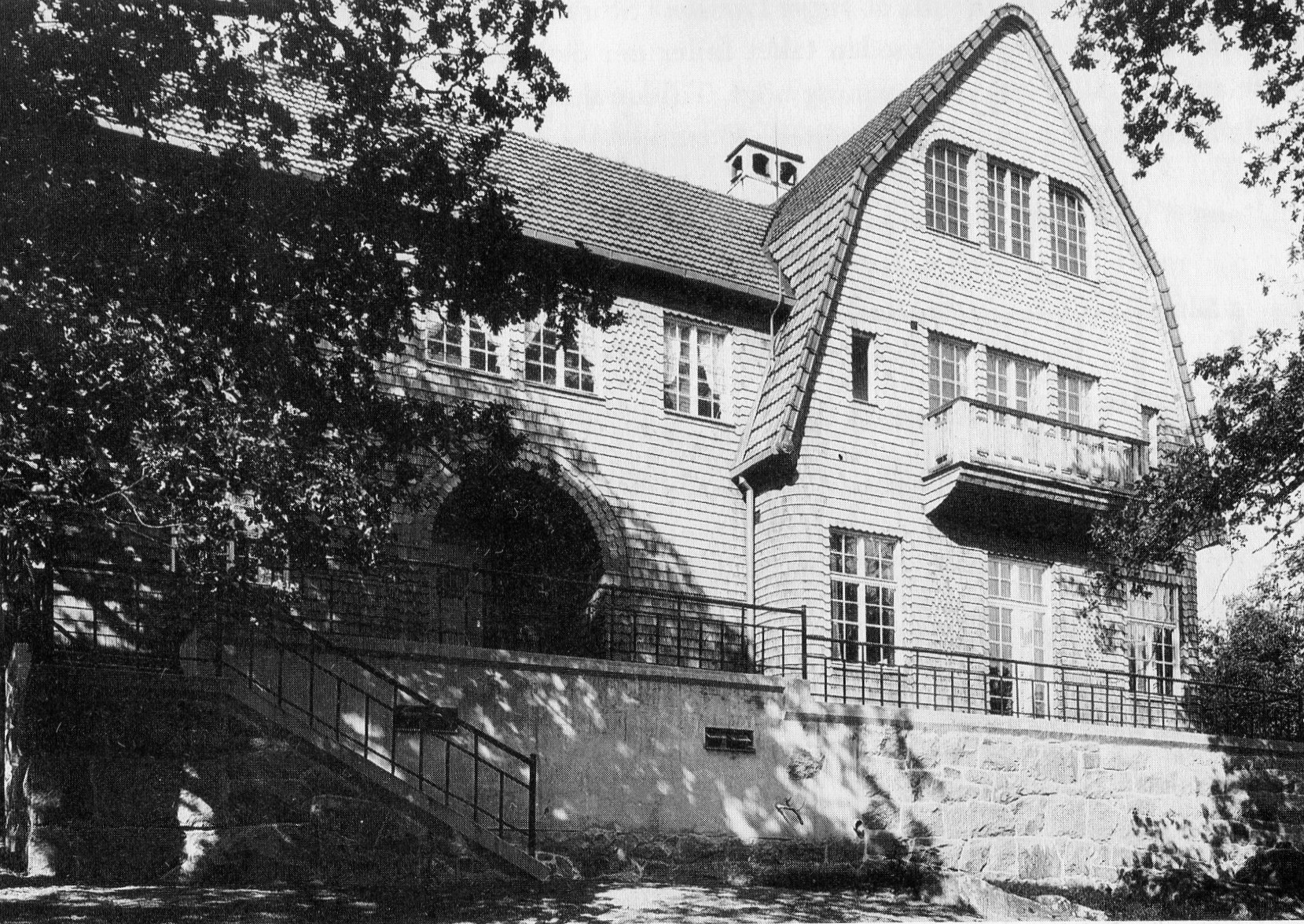
Villan omkring 1907.
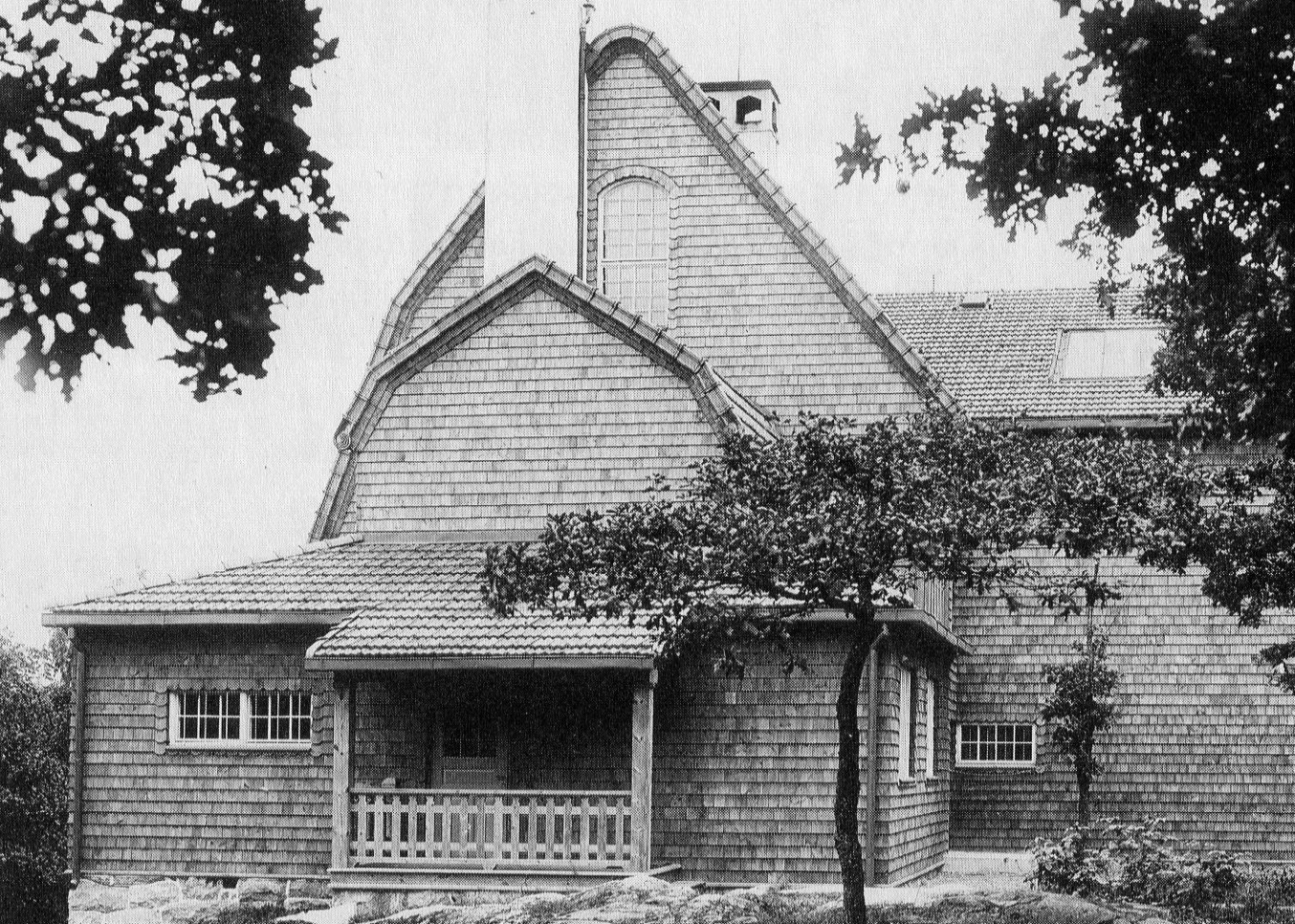
Villan omkring 1907.
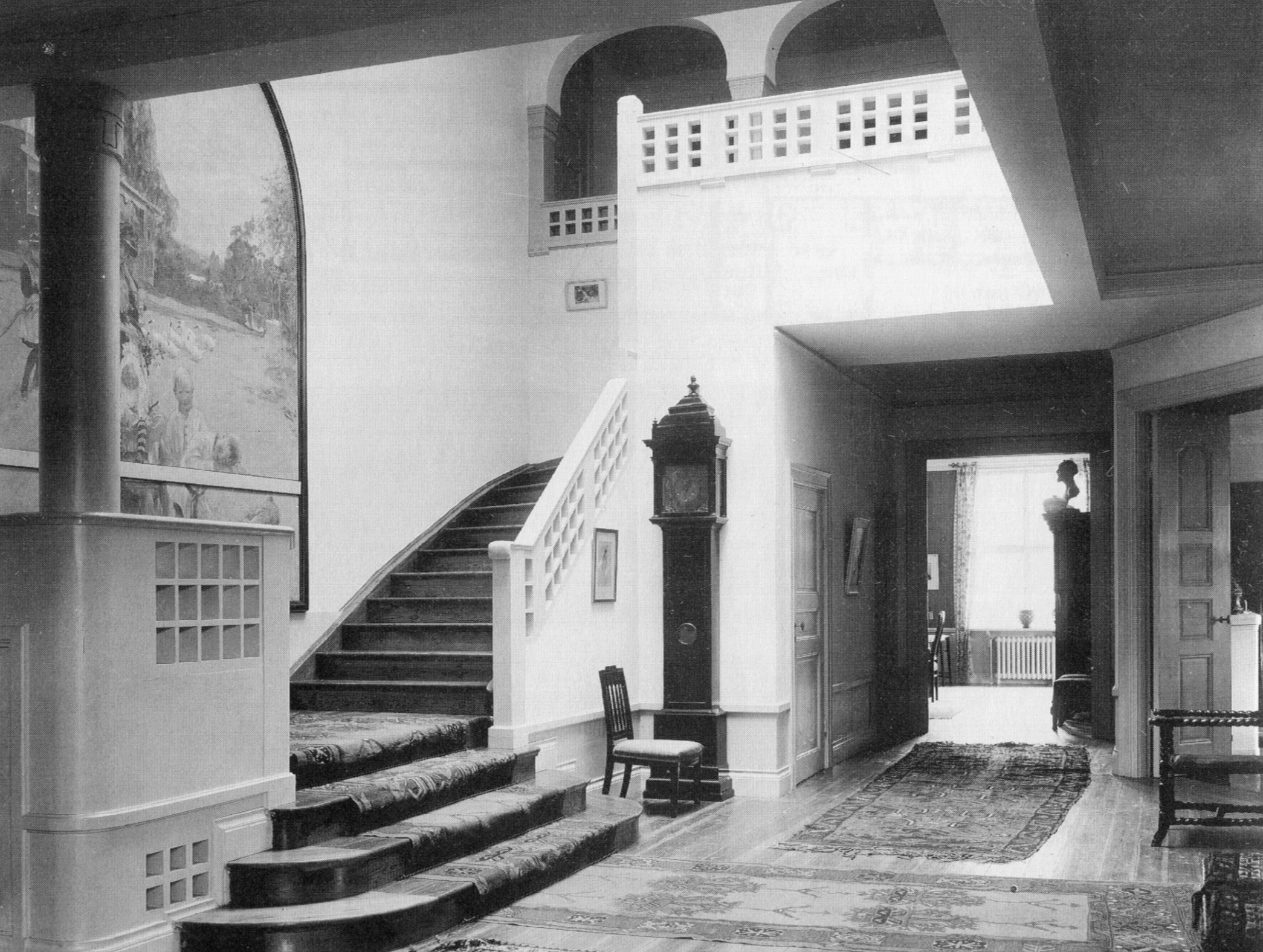
Hallen med Carl Larssons målning De mina.